# Karin Balzer
Karin Balzer (* 5. Juni 1938 in Magdeburg als Karin Richert; † 17. Dezember 2019) war eine deutsche Leichtathletin, die sich auf den Hürdenlauf spezialisiert hatte.

## Sportlicher Werdegang

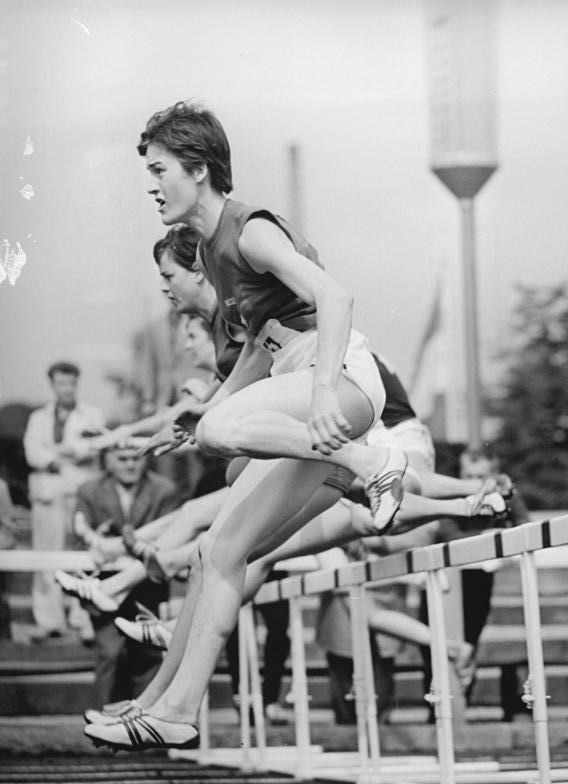
Karin Balzer bei den DDR-Meisterschaften 1963

Erste internationale Erfahrungen sammelte Karin Balzer 1960 bei den Olympischen Spielen in Rom, wo sie im 80-Meter-Hürdenlauf bis in das Halbfinale gelangte und dort mit 11,1 s ausschied. In Belgrad nahm sie 1962 erstmals an den Europameisterschaften teil und gewann dort mit neuem Meisterschafts- und deutschem Rekord von 10,6 s die Silbermedaille hinter der zeitgleichen Polin Teresa Ciepły. Zwei Jahre später nahm sie erneut an den Olympischen Spielen in Tokio teil und gewann dort in windunterstützten 10,5 s im Finale die erste Leichtathletikgoldmedaille für die gesamtdeutsche Mannschaft und setzte sich damit gegen die Polin Ciepły sowie Pam Kilborn aus Australien durch. Im Jahr darauf siegte sie bei den Europameisterschaften in Budapest in 10,7 s und sicherte sich damit zu dieser Zeit die beiden wichtigsten Titel, die man als Leichtathletin gewinnen konnte. 1967 siegte sie bei den Europäischen Hallenspielen in Prag in 6,9 s über 50 Meter Hürden und gewann auch beim Europacup in Kiew in 10,8 s die Goldmedaille über 80 Meter Hürden. Bei den Olympischen Spielen 1968 in Mexiko-Stadt war sie Fahnenträgerin der DDR und erreichte dort das Finale, in dem sie sich diesmal in 10,61 s mit Platz fünf begnügen musste. Zuvor verteidigte sie aber bei den Europäischen Hallenspielen in Madrid in 7,03 s ihren Titel und siegte auch bei den Hallenspielen 1969 in Belgrad in 7,2 s.
1969 lief sie als erste Frau der Welt die 100 Meter Hürden unter 13,0 Sekunden und siegte über diese Distanz bei den Europameisterschaften in Athen in 13,3 s und wurde im 100-Meter-Lauf mit neuer Bestleistung von 11,8 s Fünfte. Im Jahr darauf siegte sie bei den ersten Halleneuropameisterschaften in Wien in 8,2 s im 60-Meter-Hürdenlauf und beim Europacup in Budapest in 13,1 s über 100 Meter Hürden. 1971 siegte sie erneut bei den Halleneuropameisterschaften in Sofia in 8,1 s, verteidigte auch bei den Europameisterschaften in Helsinki mit neuem Meisterschaftsrekord von 12,94 s ihren Titel über 100 Meter Hürden und gewann als Teil der 4-mal-100-Meter-Staffel in 43,62 s die Silbermedaille hinter der Mannschaft aus der Bundesrepublik Deutschland. Außerdem wurde sie zur DDR-Sportlerin des Jahres gewählt. 1972 nahm sie in München zum vierten Mal an den Olympischen Spielen teil und gewann dort in 12,90 s im Finale die Bronzemedaille hinter ihrer Landsfrau Annelie Ehrhardt und Valeria Bufanu aus Rumänien. Daraufhin beendete sie ihre erfolgreiche Karriere und gehört damit zu den erfolgreichsten Hürdensprinterinnen aller Zeiten. Trainiert wurde sie von ihrem Ehemann Karl-Heinz Balzer.

## Sportliche Laufbahn
Karin Balzer war 1,71 m groß und hatte ein Wettkampfgewicht von 64 kg. Sie begann ihre Karriere unter ihrem Geburtsnamen Karin Richert bei der BSG Einheit Magdeburg. 1956 wechselte sie zur BSG Chemie Halle-Leuna. Nach ihrer kurzzeitigen Flucht in die Bundesrepublik trainierte sie 1958 beim SV Phönix Ludwigshafen. Wieder in die DDR zurückgekehrt, startete sie von 1960 bis 1961 für den SC DHfK Leipzig. Von 1962 bis 1966 startete sie für den SC Frankfurt und bis zu ihrem Karriereende dann für den SC Leipzig. Ihre größten Erfolge erzielte Karin Balzer als Hürdensprinterin, obwohl sie eine vielseitige Athletin war. So war sie 1962 die zweitbeste Fünfkämpferin der Welt. Mit ihrer Bestleistung im Fünfkampf belegt sie den vierten Platz der ewigen Weltbestenliste. 1966 wollte Karin Balzer auf die 200 Meter wechseln, da ihre Entwicklung über 80 Meter Hürden aufgrund der kurzen Hürdenabstände stagnierte. Da jedoch eine Veränderung der Hürdenstrecke auf 100 Meter Hürden erfolgen sollte, blieb sie bei den Hürden und lief bei einem Testwettkampf am 19. Juli 1967 einen inoffiziellen Weltrekord über 100 Meter Hürden in 13,7 s.
Einschließlich der Hallenweltbestleistungen und der Zeiten auf Yard-Strecken stellte Karin Balzer insgesamt 37 Weltbestleistungen auf. Über die Strecken 60, 80 und 100 Meter Hürden stellte sie sieben Weltrekorde auf. Keine andere Hürdensprinterin kann auf eine vergleichbare Zahl an Weltbestzeiten zurückblicken. Balzer ist die einzige Athletin, der Weltrekorde über die beiden Strecken 80 und 100 Meter Hürden gelangen. Sie wurde elfmal Meisterin der DDR. Hierbei entfielen sieben Titel auf den Hürdensprint, zwei auf den Fünfkampf sowie je ein Titel auf den Weitsprung und den 200-Meter-Lauf.

## Persönliche Bestleistungen
Quelle: Leistungsentwicklung von 1955 bis 1972 auf der Website von Karin Balzer
| Disziplin                  | Leistung    | Datum             | Ort     |
| -------------------------- | ----------- | ----------------- | ------- |
| 60 m Hürden                | 8,0 s       | 3. Februar 1971   | Halle   |
| 80 m Hürden                | 10,5 s      | 23. Mai 1964      | Leipzig |
| 100 m Hürden               | 12,6 s      | 31. Juli 1971     | Berlin  |
| 100 m Hürden (vollelektr.) | 12,90 s     | 8. September 1972 | München |
| 100 m                      | 11,3 s      | 11. Juni 1969     | Halle   |
| 200 m                      | 23,4 s      | 24. Mai 1964      | Leipzig |
| Weitsprung                 | 6,20 m      | 23. Mai 1964      | Leipzig |
| Fünfkampf                  | 4790 Punkte | 23./24. Mai 1964  | Leipzig |

## Privates
Karin Richert durchlief zunächst bis 1955 eine Ausbildung zur Chemie-Facharbeiterin an der Betriebsberufsschule „Heinz Kapelle“ von Fahlberg-List in Magdeburg-Westerhüsen. Später studierte sie Sportwissenschaft und wurde Diplom-Sportlehrerin.
Karin Richert und ihr Trainer, Lebensgefährte und späterer Ehemann Karl-Heinz Balzer waren nicht einverstanden mit ihrer vorgezeichneten Laufbahn im DDR-Staatssport und ihrer vorgesehenen Delegierung zum SC Dynamo. Am 21. Juli 1958 flüchteten daher beide über West-Berlin nach Ludwigshafen am Rhein in die Bundesrepublik. Durch Auswertung von Stasiakten im Jahr 2003 konnte nachgewiesen werden, dass ihre Rückkehr in die DDR zwei Monate später nicht wie von der SED-Propaganda dargestellt freiwillig oder gar „reumütig“ erfolgte. Vielmehr wurde Karin Richert nach ihrer Flucht aus der DDR von der Staatssicherheit in Begleitung ihres Vaters aufgesucht und mit Drohungen gegen ihre in der DDR verbliebenen Familie zur Rückkehr gezwungen. Sie wurde mit einer einjährigen Wettkampfsperre belegt und in den kommenden Jahren von inoffiziellen Mitarbeitern des MfS beobachtet; ihr Trainer Karl-Heinz Balzer durfte sie bis 1966 nicht zu internationalen Wettkämpfen begleiten.
Karin Balzer wurde Mutter zweier Söhne, Andreas (* 7. Oktober 1965; † 7. September 1972 (Verkehrsunfall)) und Falk Balzer (* 14. Dezember 1973), der ebenfalls ein erfolgreicher Hürdensprinter wurde (Weltcupsieger, Vizeeuropameister, Inhaber des Deutschen Hallenrekordes), bevor er wegen eines Dopingvergehens eine zweijährige Wettkampfsperre (2001–2003) erhielt. Von 1973 bis 1976 arbeitete sie zunächst als Trainerin. Zu ihrer Trainingsgruppe gehörten unter anderem Kerstin Knabe und Silvia Fröhlich, die 1980 Olympiasiegerin im Rudern wurde. Als sie und ihr Ehemann sich weigerten, Dopingmittel an ihre Athleten zu verabreichen, wurde sie im Jahr 1976 von Leipzig nach Dresden zwangsversetzt. Ihre Trainingsgruppe wurde aufgelöst. Als Trainerin durfte sie nicht mehr arbeiten. Sie erhielt eine Anstellung als Sportlehrerin.
Nach der Wende im Jahr 1989 arbeitete Karin Balzer zunächst von 1990 bis 1993 als Dozentin für Sozialpädagogik, ab 1997 arbeitete sie wieder als Leichtathletiktrainerin. Unter anderem betreute die Olympiasiegerin von 1964 ihren Sohn Falk und Anja Rücker, die 1999 Vizeweltmeisterin über 400 Meter wurde. 2006 wurde sie Vorsitzende und Trainerin im RBA Chemnitz. 2007 trat sie aufgrund schwerer gesundheitlicher Probleme ihres Ehemannes vom Amt der Vorsitzenden zurück.
Karin Balzer starb am 17. Dezember 2019 nach kurzer Krankheit im Alter von 81 Jahren.

## Auszeichnungen (Auswahl)
- 1964: Vaterländischer Verdienstorden in Silber
- 1971: Stern der Völkerfreundschaft in Silber
- 1972: Vaterländischer Verdienstorden in Gold